# 5103 Diviš
5103 Diviš è un asteroide della fascia principale. Scoperto nel 1986, presenta un'orbita caratterizzata da un semiasse maggiore pari a 2,7484735 UA e da un'eccentricità di 0,0157812, inclinata di 4,88048° rispetto all'eclittica.